# Casino Branconio
Il Casino Branconio è una villa di delizia dell'Aquila.
L'edificio attuale — realizzato nel 1932 sul luogo dell'originale palazzo cinquecentesco, quasi interamente crollato con il terremoto del 1703 e con quello del 1915  — conserva al suo interno alcune stanze impreziosite da affreschi di scuola raffaelita.

## Storia
Il casino venne edificato nel XVI secolo all'interno della vasta proprietà della famiglia Branconio che si estendeva a valle di Palazzo Branconio. La paternità dell'opera viene attribuita — dal Crispomonti e dal Leosini — all'abate Girolamo Branconio, che realizzò anche le logge dipinte tra il casino e la residenza di famiglia, anch'esse scomparse. Il Colapietra lo attribuisce invece a Marcantonio Branconio.
L'intero casino era rivestito di affreschi, tutti della scuola di Raffaello Sanzio che, per il casato aquilano, ed in particolare per il suo amico Giovanni Battista Branconio, realizzò la Visitazione che impreziosiva la chiesa di San Silvestro. La paternità degli affreschi è discussa: il Bologna li attribuisce al fiorentino Bernardino Monaldi mentre altre ipotesi minori riferiscono le pitture al marginale Francesco Antonio Odit o addirittura allo stesso Raffaello.
L'edificio subì gravi danni dal terremoto del 1703 venendo progressivamente abbandonato. Tra il XVIII e il XIX secolo la proprietà passò alla famiglia Vicentini. Il Leosini lo descrive, nel 1848, in stato «rovinoso» con le pitture definite «in abbandono e periglianti». Già in stato pericolante, il casino subì quindi nuovi crolli con il terremoto della Marsica del 1915; le fotografie dell'epoca riportano in piedi solo la parte addossata alla via Coppito.
Il palazzo venne quindi sostanzialmente ricostruito nel 1932 ma, già l'anno seguente, con i grandi progetti urbanistici degli anni Trenta del XX secolo, ne venne ordinata la demolizione per consentire la realizzazione di viale Duca degli Abruzzi; solo una delibera del Consiglio Superiore per le Antichità e le Belle Arti del 1934 lo salvò, ritenendo «notevoli» gli affreschi in esso contenuti. Il casino ha subito poi nuovi danni dal terremoto del 2009 rendendo necessaria la messa in sicurezza del palazzo e, soprattutto, degli affreschi.

## Descrizione
Il palazzo è situato all'angolo tra via Porcinari e via Coppito, al confine tra il quarto di Santa Maria e quello di San Pietro. È situato ad ovest di Palazzo Branconio — cui era collegato tramite un loggiato oggi scomparso — ed originariamente posto frontalmente alla chiesa di San Leonardo dei Porcinari demolita negli anni Trenta del XX secolo.
Si tratta di una villa di delizia, una tipologia architettonica sviluppatasi nel XVI secolo ed utilizzata soprattutto dai grandi casati dell'Italia settentrionale; la particolarità del casino Branconio è quella di essere situato all'interno dell'abitato, seppur separato rispetto alla residenza di famiglia. Era difatti circondato da un grande giardino, ben più vasto dell'attuale, a sua volta ornato con numerose fontane.
L'edificio attuale è stato ricostruito nel 1932 sui resti del precedente. È a pianta rettangolare e costituito da due livelli, di cui uno seminterrato e aperto sul lato del giardino e l'altro rialzato. Il prospetto su via Coppito è quello originario dell'edificio cinquecentesco: presenta, in posizione eccentrica, un portale bugnato e quattro finestre di stampo rinascimentale che scandiscono il livello superiore.
All'interno, meritevole di menzione è in particolare la stanza interamente affrescata con le Storie di Mosè, opera attribuita a Bernardino Monaldi; sulle quattro pareti sono rappresentati quattro episodi dell'Esodo ossia, in sequenza, La battaglia dell'esercito del faraone, Le acque del Mar Rosso si richiudono sugli egiziani, Mosè rende dolce l'acqua dell'oasi di Mara e Dio fa discendere le quaglie per sfamare gli Israeliti. Del palazzo originario sopravvivono inoltre una scala dipinta e alcuni ambienti del piano seminterrato, anch'essi affrescati. È ancora visibile una porzione della galleria che collegava il casino a Palazzo Branconio.